# Maison de Dimitrije Krsmanović
La maison de Dimitrije Krsmanović (en serbe cyrillique : Кућа Димитрија Крсмановића ; en serbe latin : Kuća Dimitrija Krsmanovića) est située à Belgrade, la capitale de la Serbie, dans la municipalité urbaine de Stari grad. En raison de son importance architecturale, cet édifice, construit en 1898 et 1899, figure sur la liste des monuments culturels protégés de la république de Serbie et sur la liste des biens culturels de la ville de Belgrade.

## Présentation
La maison de Dimitrije Krsmanović, un marchand appartenant à la famille Krsmanović, est située 2 rue Kneza Sime Markovića ; elle a été conçue comme une résidence familiale et construite en 1898 et 1899 d'après un projet de l'architecte Milorad Ruvidić.
Ce bâtiment angulaire est constitué de deux façades latérales et d'une façade centrale, plus étroite. Les façades latérales sont dessinées dans un style académique, avec une division verticale en trois parties rythmées par les ouvertures. La façade centrale, quant à elle, est davantage ornée, avec une avancée au rez-de-chaussée comportant trois fenêtres décorées d'une balustrade et de colonnes ; les fenêtres du premier étage sont dotées d'un balcon avec des balustrades ; la façade principale est soulignée par des fenêtres à la Mansart de style néobaroque et par d'un dôme pyramidal avec des lucarnes.
La maison de Dimitrije Krsmanović abrite aujourd'hui l'ambassade d'Autriche,.